# Cezary Konrad

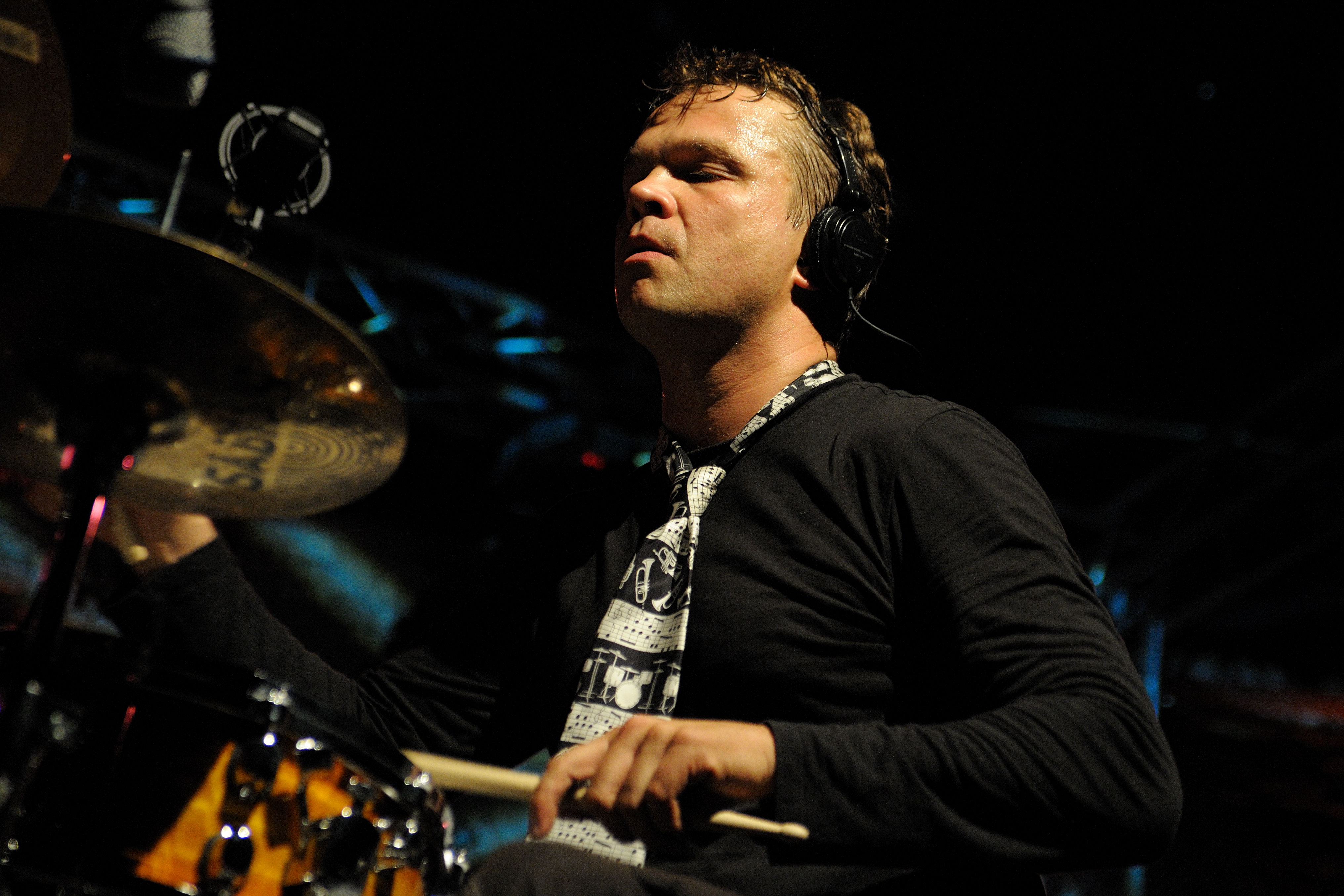
Cezary Konrad (2009)

Cezary Piotr Konrad (* 28. Dezember 1967) ist ein polnischer Jazzmusiker (Schlagzeug, Perkussion, Komposition, Arrangement).

## Leben und Wirken
Konrad absolvierte die Fryderyk-Chopin-Musikakademie, wo er bei Stanisław Skoczyński klassisches Schlagwerk studierte. Dann entschied er sich für eine Laufbahn als Jazzmusiker und gründete mit dem Pianisten Filip Wojciechowski 1989 das Central Heating Trio, mit dem er 1990 auf dem  Jazz Juniors Festival in Krakau einen ersten Preis errang; ein weiterer erster Preis bei Jazz Seashore Autumn – the Key to the Career in Gorzów folgte 1991. Mit der Gruppe spielte er auch 1990 bei den Leverkusener Jazztagen, wo sie zu den Finalisten des europäischen Jazzwettbewerbs gehörte. Daneben gehörte er zur Gruppe von Zbigniew Namysłowski, mit dem er mehrere Alben vorlegte (Without a Talk, 1990). 1992 nahm er mit Volker Greve und 1995 mit Susan Weinert auf (Meeting in Kraków); im selben Jahr gründete er sein eigenes Quartett, mit dem er 2000 ein erstes Album vorlegte. Weiterhin gehörte er zu den Gruppen von Anna Maria Jopek (mit der er auch mit Pat Metheny aufnahm), Kuba Stankiewicz, Włodek Pawlik (Grammy für Night in Calisia), Krzysztof Herdzin, Andrzej Kurylewicz und Krystyna Stańko.
Konrad, der auch als Studiomusiker tätig war, spielte auch mit Randy Brecker, Didier Lockwood, Karrin Allyson, Deborah Brown, Mino Cinelu, Joey DeFrancesco, Tomasz Stańko (A Farewell to Maria), Omar Hakim und Nippy Noya. Seit 2006 gibt er auch Solokonzerte. Weiterhin hat er mit der Perkussionsgruppe Warschau und dem polnischen Rundfunk- und Fernsehorchester gearbeitet.

## Preise und Auszeichnungen
Konrad erhielt einen Mateusz Award und ein Komeda-Stipendium. Im polnischen Magazin TopDrummer führte er zwischen 2006 und 2009 den Leserpoll an.

## Diskographische Hinweise
- Cezary Konrad – One Mirror... Many Reflections (1999, mit Marek Podkowa, Leszek Możdżer, Zbigniew Jakubek, Darek Krupa, Piotr Żaczek).
- Birthday Live (Blue Note Jazz Club Poznań, 2003, mit Leszek Możdżer p, Olo Walicki b, Andrzej Olejniczak sax).
- Anna Maria Jopek – Secret (2005)
- Włodek Pawlik – Night in Calisia (2011)
- Bauer, Bałdych, Duchnowski, Konrad Trans-Fuzja  (For Tune 2016)